# Maurer Dóra
Maurer Dóra (Budapest, 1937. június 11.–) a Nemzet Művésze címmel kitüntetett, Kossuth-díjas magyar grafikus, festő, filmkészítő. A magyar új avantgárd jeles képviselője. A Széchenyi Irodalmi és Művészeti Akadémia tagja (1995), 2017. november 27-étől a szervezet elnöke.

## Életútja
Felsőfokú tanulmányokat a Magyar Képzőművészeti Főiskolán folytatott 1956-61 között, Hincz Gyula volt a mestere. 1967-ben ösztöndíjjal kijutott Bécsbe tanulmányútra, azóta is felváltva Bécsben, Budapesten él és alkot. 1975-77 között Kreativitási gyakorlatok címen vizualitás szakköri foglalkozásokat tartott a Ganz–MÁVAG-ban Erdély Miklóssal. 1981-83 közt fotó- és filmszakkört (InDiGó-csoport) vezetett a Szépművészeti Múzeumban. 1987-91 közt audiovizuális gyakorlatokat tartott az Iparművészeti Főiskolán. 1990-2003 között a Képzőművészeti Főiskola interdiszciplináris festőosztályán tanított docensi beosztásban, majd 2003-tól egyetemi tanári beosztásban. Munkásságát hazai és külföldi ösztöndíjak segítették, köztük a Széchenyi Professzori Ösztöndíj (1999-2002).

## Munkássága
Az 1960-as évek kezdetén pályakezdése organikus és groteszk formákban gazdag rézkarcokkal, fametszetekkel indult. Az eltakarás, elfedés, elrejtés motívuma, amely majd későbbi munkáiban fontos szerepet játszott, kezdeti munkáiban is megjelent. Az évtized vége felé konceptuális műveket kezdett alkotni, képzőművészeti eszköztára fotókkal, személyes akciókkal bővült. Nagyon változatos anyagokat vont be alkotásaiba, például ágak, gallyak, kalászok, nádszálak, gézzel lefedett különböző csomagocskák, melyeknek növekvő-csökkenő rendszerbe sorolásával tárgyakat hozott létre, sőt ugyanennek a matematikai rendszernek geometrikusan absztrahált festészeti és plasztikai (relief) variánsait is megalkotta. A mozgások folyamatait részben fotókkal, de inkább a film segítségével rögzítette.
Az 1970-es évek közepén indította Kvázi-képek sorozatát, mely képeken egy geometrikus raszter-rendszer valamelyik részletét kiemelte, felnagyította, s elhelyezte a síkban, később a térben is. Az 1980-as években mindez a Zsilipekhez, a fénnyel, folyadékkal végzett struktúra-elemzésekhez vezetett, sőt később kiszínesedtek és kiléptek a térbe a Kvázi-képek. Színekkel megkülönbözteti és kiemeli a síkokat és a mennyiségeket, melyekhez formázott vásznakat használ. Az 1990-es évektől nyolc standard színből álló alkotásait oldottabb kompozíciós rendszerrel váltotta fel például a Hommage à Monet-sorozatban. Később a görbült síkok és a tér formáját állította művészete középpontjába. Alkotásai az iróniát és a humort sem nélkülözik. Igen figyelemreméltó művészetpedagógiai és kiállításszervezői tevékenysége is.

## Kiállítások, közgyűjtemények
Két helyen alkotott (Bécs, Budapest), így munkái mind a külföldi, mind a hazai tárlatokon gyakran nagy érdeklődés közepette szerepeltek és szerepelnek. Műveiből jeles közgyűjtemények őriznek alkotásokat, köztük Albertina, Bécs; Forum Konkreter Kunst, Erfurt; Szent István Király Múzeum, Székesfehérvár; Janus Pannonius Múzeum, Pécs; Ludwig Múzeum – Kortárs Művészeti Múzeum, Budapest; Kunsthalle, Nürnberg; Kupferstichkabinet, Drezda; Magyar Nemzeti Galéria, Budapest; Museum Bradford, Nagy-Britannia; Museum Konkreter Kunst, Ingolstadt; M. Sztuki, Łódź; Neue Galerie am Landesmuseum Joanneum, Graz; Neue Nationalgalerie, Berlin;
Sammlung der Stadt Wien, Bécs; Szombathelyi Képtár, Szombathely; Szépművészeti Múzeum, Budapest.

## Filmjeiből[4]
- 1970: Minimal Movements (8 mm, ff, végtelen)
- 1973: Megtanult önkéntelen mozgások (SUMUS, 16 mm, ff, 10 perc); Keressük Dózsát (BBS, 35 mm, ff, 7 perc)
- 1973-1975: Relatív lengések (BBS, 35 mm, ff, 10 perc)
- 1973-1983: Timing (BBS, 16 mm, ff, 10 perc)
- 1977: Emlékezés, Civilmekbet (BBS, video, ff, 16 perc)
- 1980: Kalah (BBS, 35 mm, színes, 11 perc)
- Triolák (BBS, 35 mm, ff, 12 perc)
- 1982: Hétpróba (BBS, 35 mm, ff, 56 perc)
- Térfestés. Buchbergi projekt (BBS, 16 mm, 34 perc)
- 1984: Azonosítás (SUMUS, video, 10 perc)
- 1984-1986: Nézeteink 1. (BBS, 16 mm, színes, 60 perc)
- 1987: Kreativitás-Vizualitás (BBS, 16 mm, ff, 16 perc)
- 1989-1990: Inter-Images 1–3. (SUMUS, 16 mm, színes, 17 perc)
- 1992-1993: Connections (SUMUS-Illy Bt., 16 mm, színes, 27 perc)
- 1995-1996: Nem látni a végét (video-CD, 52 perc, Szegedy-Maszák Zoltánnal).

## Kötetei
- Maurer Dóra Filmek 1973–83; bev. Peternák Miklós; Pinczehelyi Sándor, Pécs, 1983
- Munkák, 1990-1997. Kortárs Művészeti Múzeum Ludwig Múzeum, Budapest. 1997. november 27–1998. január 4. Josef Albers Museum, Quadrat, Bottrop. 1. Februar–15. März, 1998; szerk. Maurer Dóra; Kortárs Művészeti Múzeum–Ludwig Múzeum, Bp., 1998
- Fényelvtan. A fotogramról; Magyar Fotográfiai Múzeum–Balassi, Bp., 2001 (A magyar fotográfia történetéből)
- Maurer, Gáyor. Párhuzamos életművek / Parallele Lebenswerke / Parallel oeuvres; szerk. Maurer Dóra; Városi Művészeti Múzeum, Győr, 2003
- Maurer Dóra–Beke László: Látlelet & prognózis. Új magyar művészet a hatvanas és hetvenes években. Beszélgetések és interjúk; Sumus Alapítvány, Bp., 2016
- Maurer Dóra grafikai munkássága, 1957–1981. Nyomhagyás, nyomtatás. Barcsay Terem, Magyar Képzőművészeti Egyetem, Budapest, 2017. október 12–december 3.; kurátor Révész Emese; MKE–Sumus, Bp., 2017
- Hajtogatott idő. Filmretrospektív. Rómer Flóris Művészeti és Történeti Múzeum, 2018. június 22–szeptember 30.; kurátor Prosek Zoltán, tan. Beke László, Peternák Miklós, Christian Höller; Rómer Flóris Művészeti és Történeti Múzeum, Győr, 2018

## Díjak, elismerések (válogatás)
- Munkácsy Mihály-díj (1995)
- Kossuth-díj (2003)
- Hazám-díj (2015)[5][6]
- Zugló díszpolgára (2017)[7]
- 2018-ban a Forbes őt választotta a 7. legbefolyásosabb magyar nőnek a kultúrában.
- A Nemzet Művésze (2021)

## Kapcsolódó információk
- Vekerdy Tamás: Rézkarcok, fametszetek (katalógus, Dürer Terem, 1966)
- Németh Lajos: Modern magyar művészet. Budapest, 1968
- Beke László: Fotólátás az új magyar művészetben. Fotóművészet, 1973/3.
- Beke László: Beszélgetés Maurer Dórával. Mozgó Világ, 1977/3.
- D. Honisch: Neue Kunst aus Ungarn. Kunstmagazin, 1977/1.
- Perneczky G.: A fekete négyzettől a pszeudo-kockáig. Magyar Műhely, 1978/56-57. p.
- Rózsa György: Nyitott galéria. Cikkek, tanulmányok. Budapest, 1980.
- Beke László: Maurer Dóra experimentális filmjei. Filmkultúra, 1984/3.
- Sinkovits Péter: Kvázi képek. Beszélgetés Maurer Dórával. Művészet, 1987/5.
- D. Ronte, Beke László: Munkák/Arbeiten/Works :1970-1993 : monográfia. Budapest, 1994
- Antal I.: Zenei struktúrák Maurer Dóra filmjeiben. Balkon, 1994/4.
- Maurer Dóra: Munkák/Arbeiten : 1990-1997 (katalógus irodalommal) Kortárs Művészeti Múzeum – Ludwig Múzeum és Josef Albers Museum, 1997.
- Maurer Dóra (katalógus); Ludwig Múzeum–Kortárs Művészeti Múzeum, Bp., 2008
- Maurer Dóra. Szűkített életmű Ludwig Múzeum Kortárs Művészeti Múzeum 2008. december 5–2009. február 22.; bev. Bálványos Anna; Ludwig Múzeum, Bp., 2008
- Film: Szabó F.–Kardos S.–Fitz P.: Maurer Dóra (MTV, 1986)